# Мак-Лейнсборо
Мак-Лейнсборо (англ. McLeansboro [məkˈleɪnzbəroʊ]) — город в округе Гамильтон, штат Иллинойс, США. По данным переписи 2020 года население города составило 2675 человека. Является административным центром округа Гамильтон.

## История
Город был назван в честь доктора Уильяма Маклейна (англ. Dr. William McLean), одного из первых жителей, официально проживавших здесь в 1821 году.

## География
Согласно переписи населения 2010 года площадь Мак-Лейнсборо составляла 7,10 км², из которых 6,76 км² суша и 0,34 км² вода. В 2017 года площадь составила 7,82 км², из которых 7,48 км² суша и 0,34 км² вода.

## Демография
По данным переписи населения 2010 года в городе проживало 2883 человека в составе 724 семейств. Густота населения составила 406 человек/км².
Возрастной диапазон населения распределился следующим образом: 22,2 % — лица младше 18 лет, 53,7 % — лица в возрасте 18—64 лет, 24,1 % — лица старше 65 лет. Средний возраст составил 43,3 года.
Средних доход на одно домохозяйство составил 46 148 долларов США, средний доход на одну семью — 63 440 долларов. Ниже достаточного уровня находились 15,9 % лиц, в том числе 9,4 % детей и 14,3 % лиц старше 65 лет.
Среди населения трудоустроенными официально считались 1248 человек. Основные отрасли занятости: образование, здравоохранение и социальная помощь — 19,4 %, производство — 16,9 %, сельское хозяйство, лесничество, рыбалка — 12,1 %, розничная торговля — 10,3 %.

## Известные уроженцы
- Джерри Слоун (1942—2020), американский баскетболист и тренер.
- Генри Клей Уормот (1842—1931), американский политик, 23-й губернатор Луизианы.